# إس. هنري تشو
إس. هنري تشو هو لاعب تايكوندو كوري جنوبي، ولد في 9 نوفمبر 1934 في كوريا في ممالك كوريا الثلاث، وتوفي في 8 مارس 2012.